# Over-Exposed
Over-Exposed is een Amerikaanse film noir in zwart-wit uit 1956 onder regie van Lewis Seiler.

## Verhaal
Lily Krenshka is nieuw in de stad en wordt gearresteerd omdat ze in een café werkt waar illegale prostitutie plaatsvindt. Krenshka vraagt fotograaf Max West om haar arrestatiefoto niet af te drukken. West ziet in haar een muze en leert haar te fotograferen. Na een tijdje vertrekt ze naar New York om een nieuwe carrière te beginnen en verandert haar naam in Lila Crane. Een toevallige ontmoeting met verslaggever Russ Bassett leidt tot een kennismaking met nachtclubeigenaar Les Bauer, die Lila in dienst heeft als 'flitsmeisje' om foto's te maken in de club. Roddelcolumnist Roy Carver biedt haar $ 5 voor openhartige foto's van belangrijke gasten. Ze onderhandelt tot $ 10 en gaat akkoord.
Nadat Crane een foto heeft gekregen van Horace Sutherland, een advocaat die bekend staat om zijn gangstercliënteel, samen met zijn minnares, perst Crane hem in wezen af voor een baan bij Club Coco, een nieuwe chique nachtclub met 'belangrijkere' klanten. Omdat ze een flatteuze foto van Payton Grange neemt, een voormalige klant van West, maakt Crane's Exclusive naam voor haar als fotograaf. Ze wordt al snel bekend en krijgt een goed salaris, krijgt haar eigen klanten en contracten en verzet zich tegen het aanbod van Russ Bassett om haar een vaste, respectabele baan te bezorgen bij zijn werkgever bij zijn persbureau. Ze heeft het zo druk dat ze West erbij haalt als haar assistent. Zij en Bassett beginnen een relatie, maar hij is niet blij met haar streven naar roem en geld.
Nadat Lila zijn huwelijksaanzoek afwijst, besluit Bassett om naar Europa te vertrekken. Op een avond sterft Grange op de dansvloer van Club Coco. Een foto die Crane wist te maken van haar instorting, wordt gestolen door Carver en gepubliceerd, waarbij Crane wordt bezoedeld met haar clubbaas die haar ontslaat, en de meeste van haar andere klanten volgen dit voorbeeld.
Crane, wanhopig, laat Sutherland vervolgens een belastende foto zien die ze per ongeluk in de club had genomen, van zijn baas "Backlin" en een rivaliserende misdaadbaas die later die avond was vermoord. Ze biedt aan om het aan Sutherland te verkopen voor $ 25.000. Haar poging tot chantage leidt ertoe dat ze wordt ontvoerd door de handlangers van Backlin. Bassett realiseert zich dat Crane in de problemen zit en haast zich naar haar appartement waar hij een van de ontvoerders ontwapent en hem dwingt te onthullen waar ze wordt vastgehouden. Daar overmeestert hij alle drie de mannen en redt Crane.

## Rolverdeling
| Acteur            | Personage                  |
| ----------------- | -------------------------- |
| Cleo Moore        | Lily Krenshka / Lila Crane |
| Raymond Greenleaf | Max West                   |
| Richard Crenna    | Russ Bassett               |
| Jack Albertson    | Les Bauer                  |
| Isobel Elsom      | Mrs. Grange                |
| Dayton Lummis     | Horace Sutherland          |
| James O'Rear      | Roy Carver                 |